# 미용실: 특별한 서비스 3
《미용실: 특별한 서비스 3》은 2019년 개봉된 대한민국의 로맨스 영화이다.

## 출연
- 지성 - 정수 역
- 민우 - 석호 역
- 민정 - 손님 1 역

## 기타
- 조명: 박성환, 김수진
- 프로덕션디자인: 최진기
- 동시녹음: 변민혁
- 분장: 김민정
- SOUND SUPERVISOR: 고영택